# فیلیپ شاپرون
فیلیپ شاپرون (۲ فوریه ۱۸۲۳–۲۱ دسامبر ۱۹۰۶) نقاش و طراح صحنه‌ای فرانسوی بود که برای کار در اپرای پاریس مشهور است. او طراحی‌های صحنه‌ای را برای اولین اپراهای قرن نوزدهم تولید کرد، از جمله دون کارلوس و آیدا، Le Cid Massenet , Henry VIII از Saint-Saëns، قسمت لس تروینس از برلیوز و اولین نمایش‌های اتلو و ریگولتو از جوزپه وردی و تنهوزر از ریچارد واگنر در فرانسه

## نگارخانه

### طراحی‌های صحنه

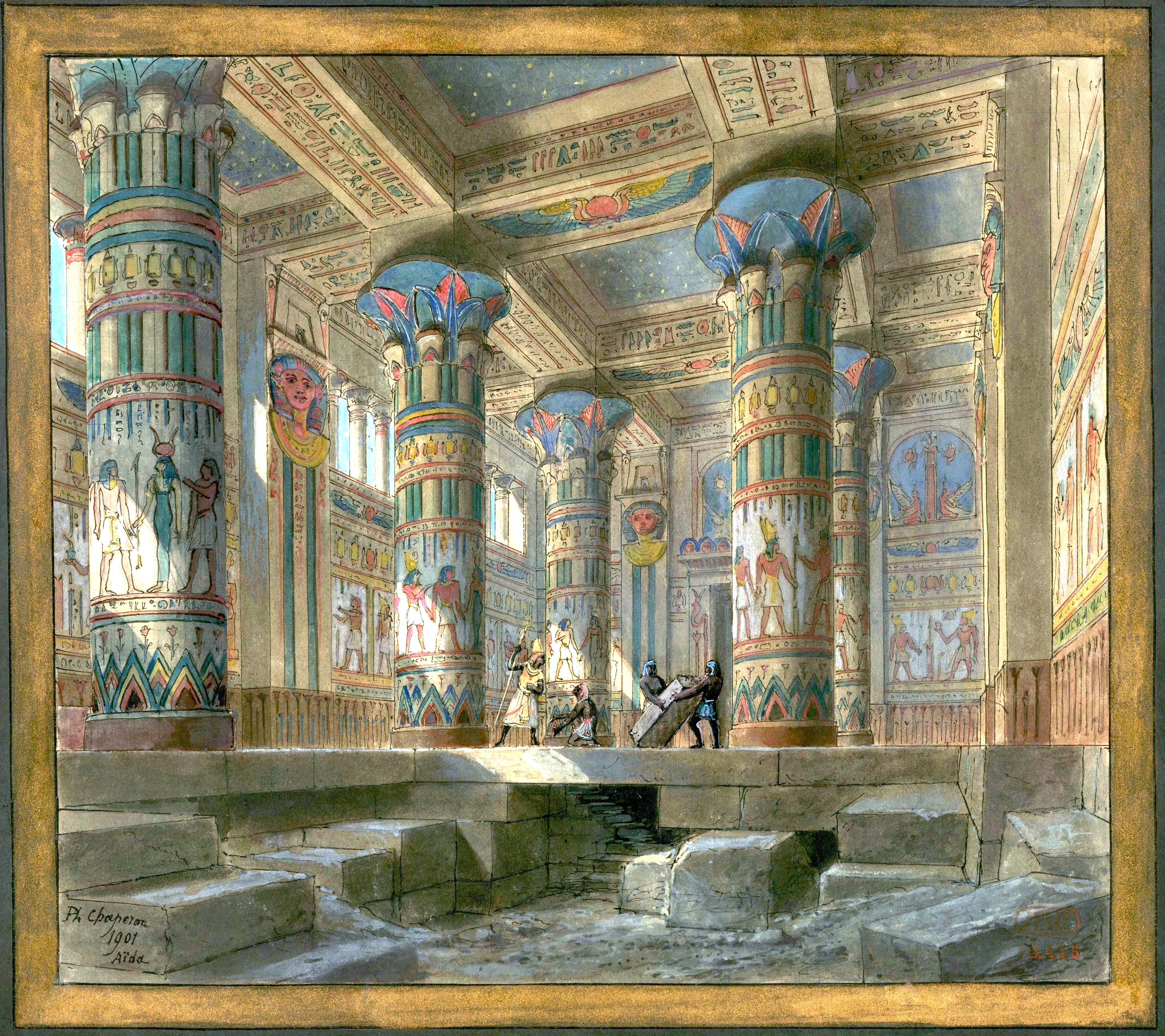
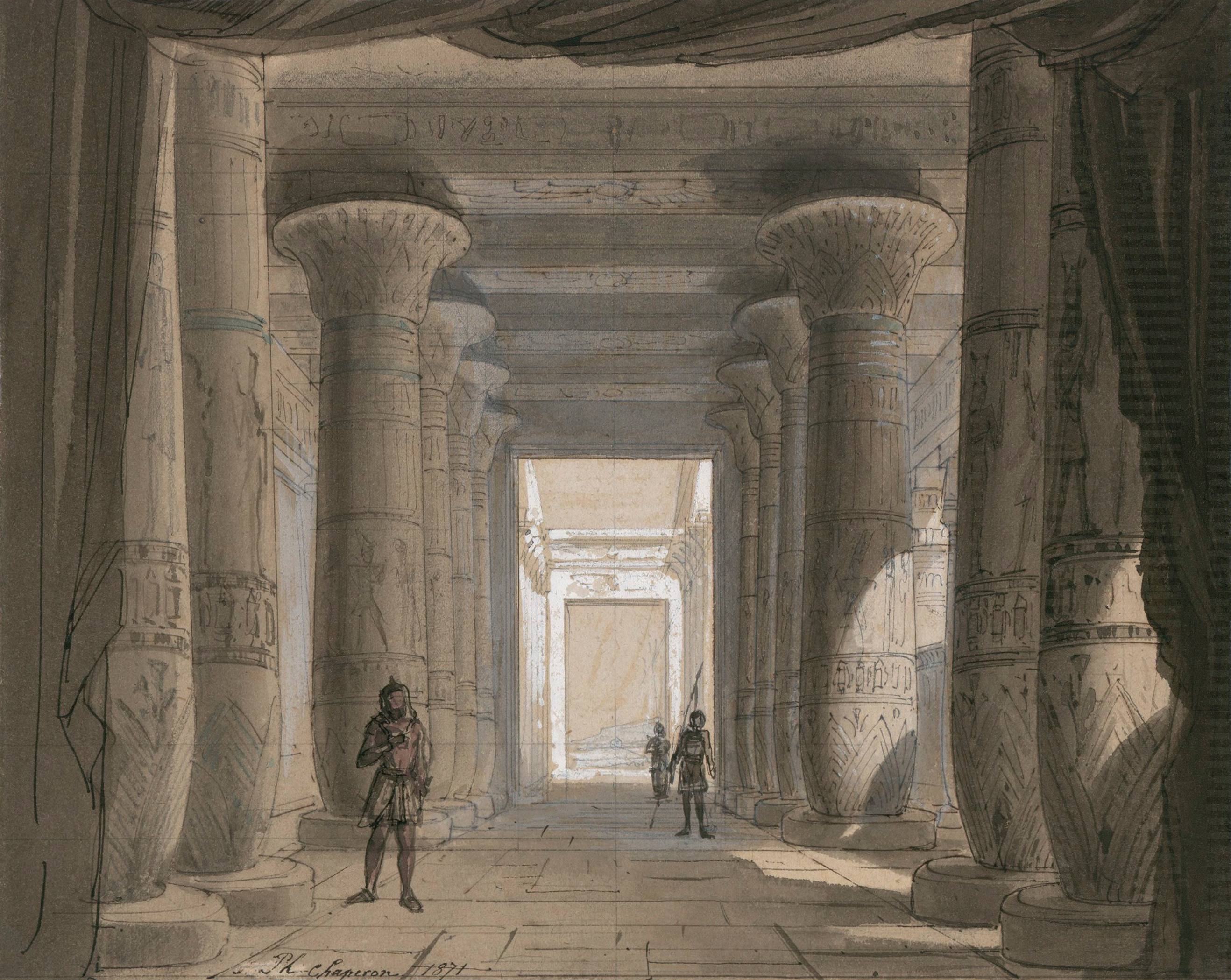
Aida (Act I, Scene 2)
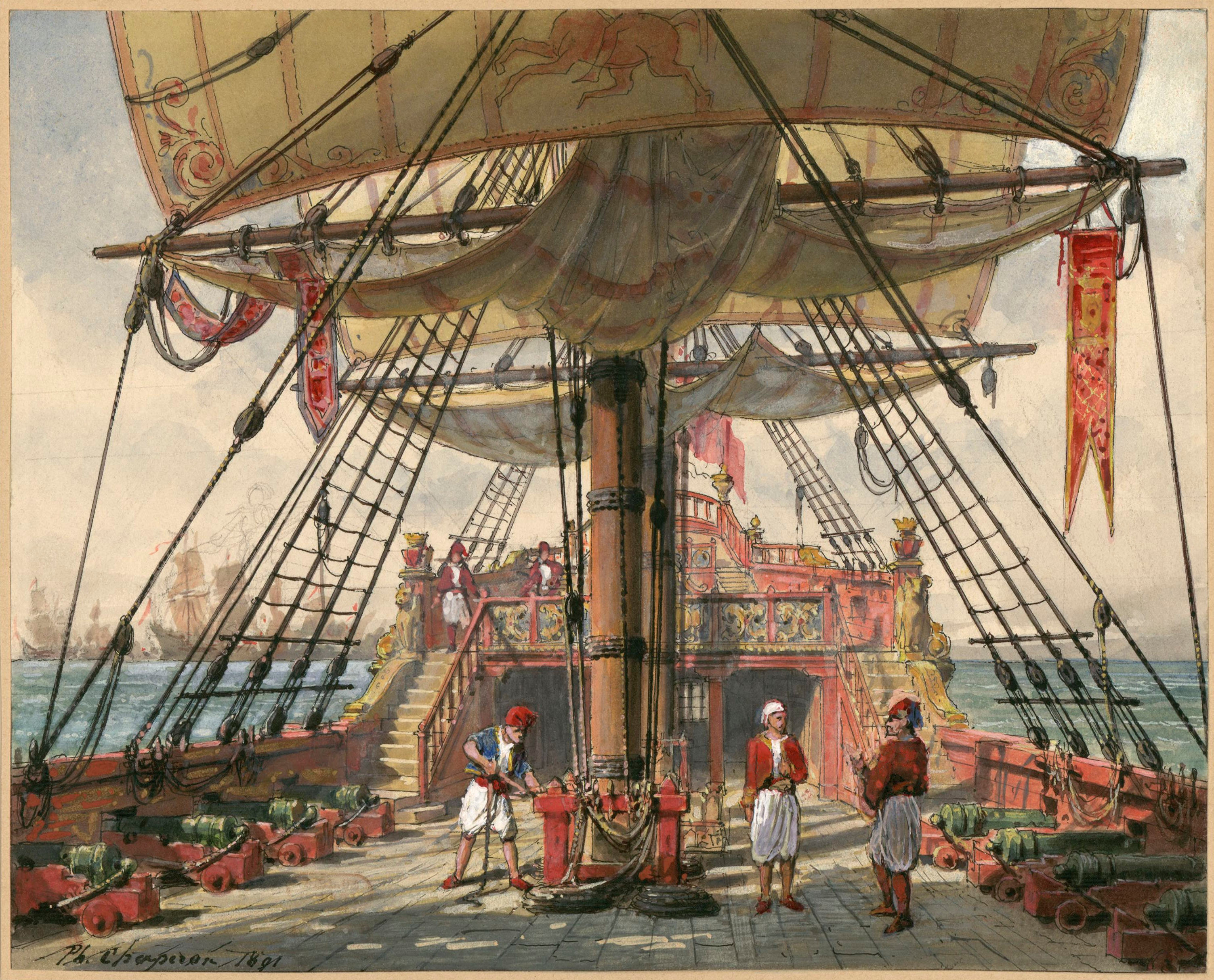
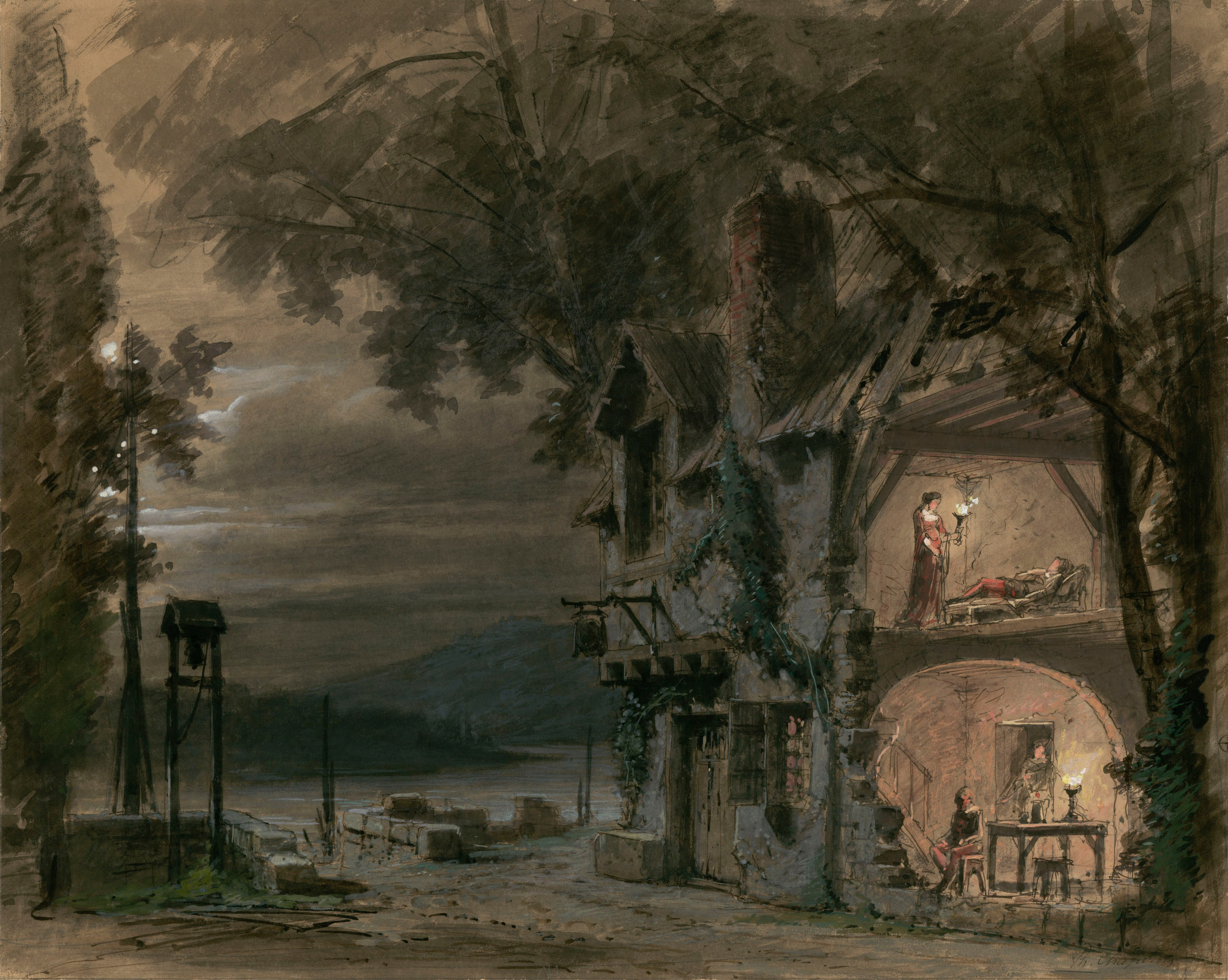
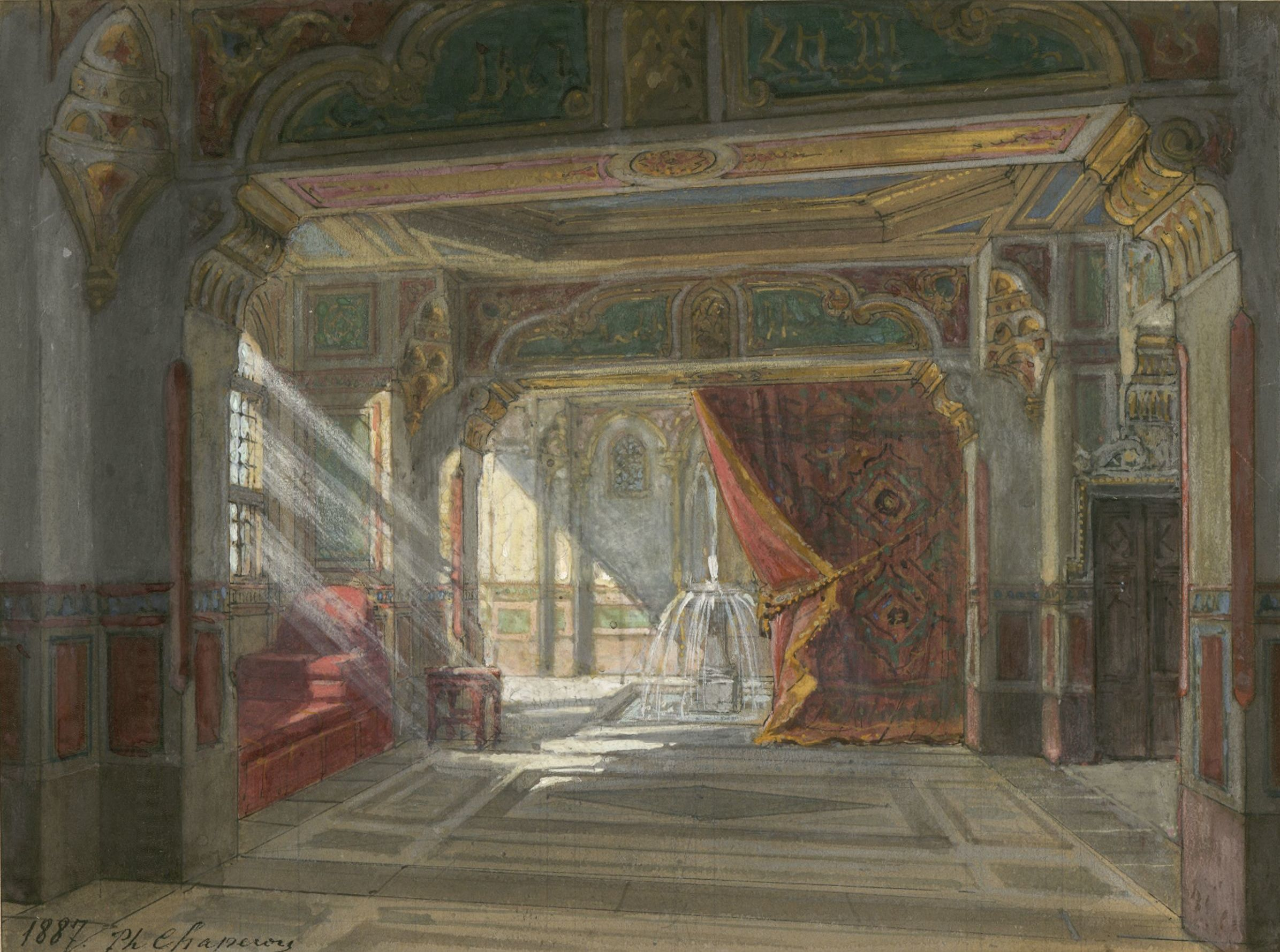

### نقاشی‌ها

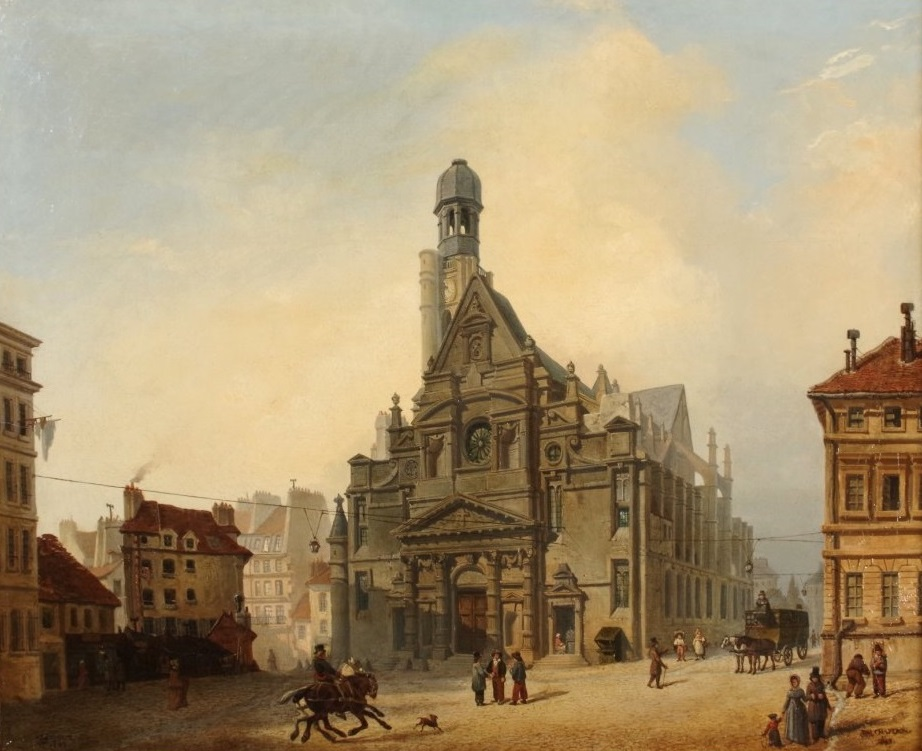
کلیسای سنت اتین دومون (۱۸۴۲)
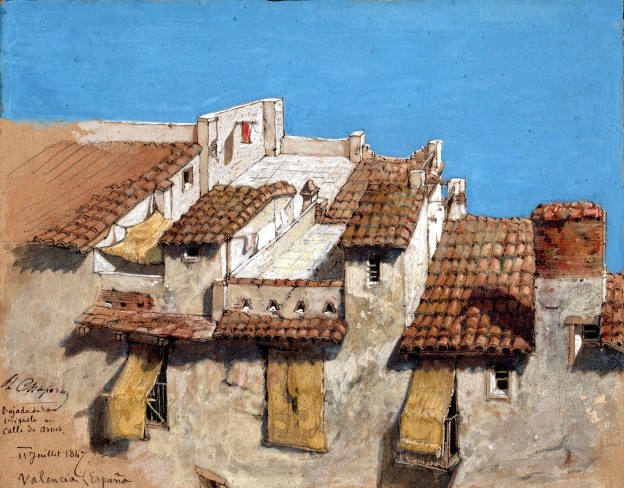
فرود سن میگل (۱۸۴۷)
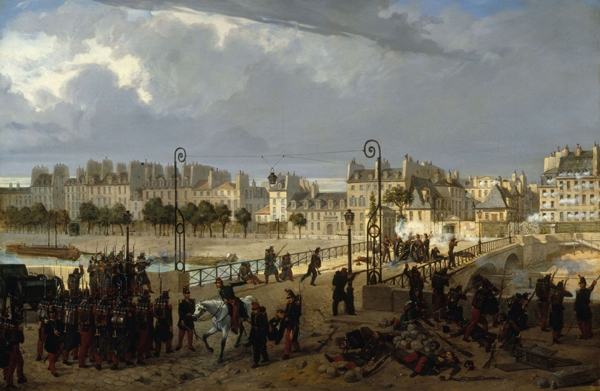
صحنه شورش در پل اسقف اعظم (۱۸۴۹)
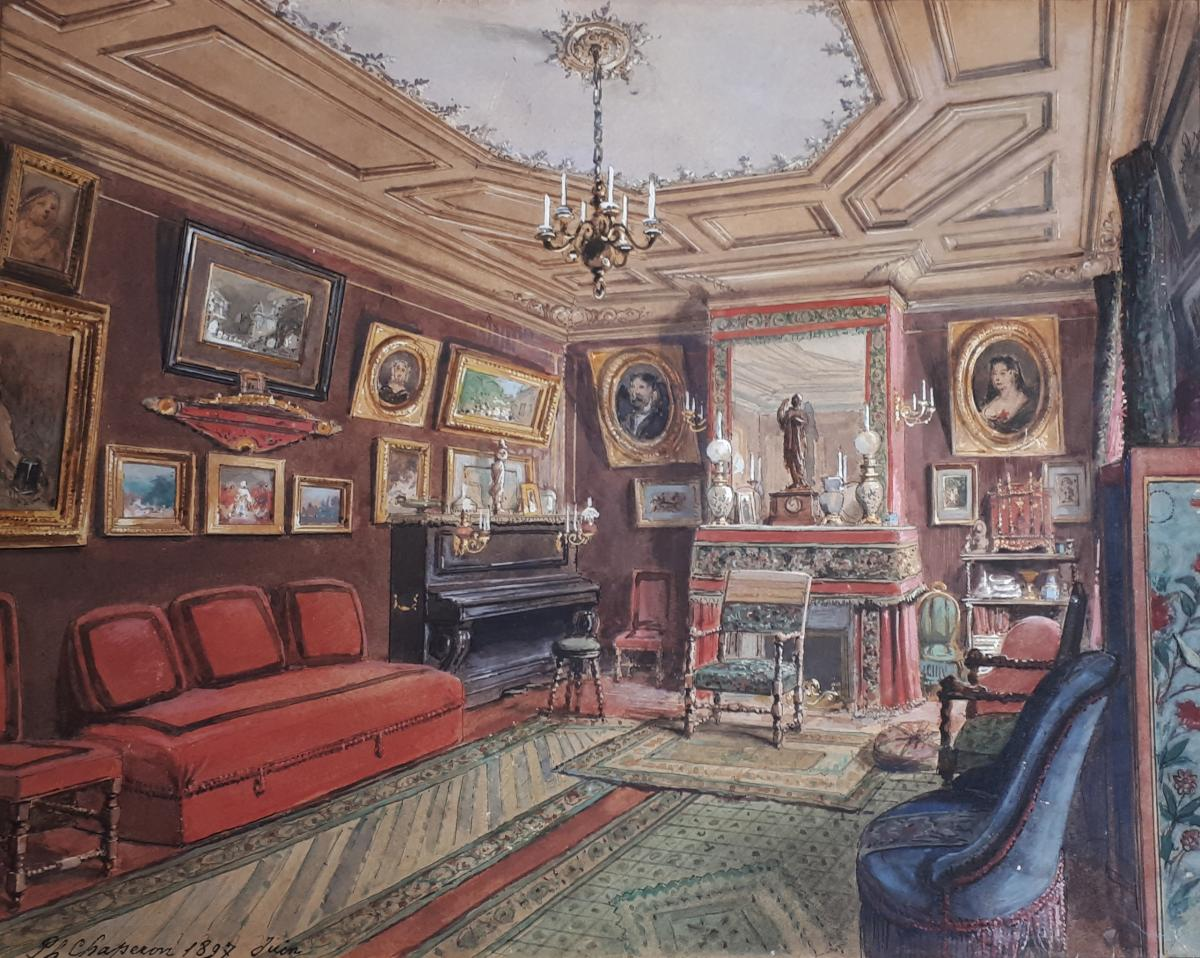
سالن Intérieur d'un (1897) ،
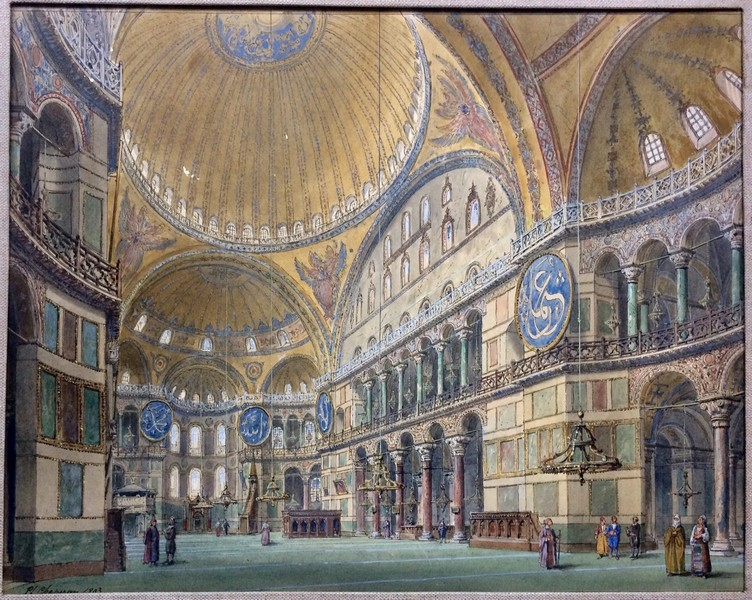
ایاصوفیه (۱۸۹۳)